# KFC Rhodienne-De Hoek
A Rhodienne-De Hoek egy megszűnt belga labdarúgócsapat volt Brüsszel városában. A egyesületet 1894-ben alapították. 1963-ban egyesült a RWD Molenbeek-kel.
A klub hatszor nyerte meg az első osztályt és egy alkalommal a kupa trófeáját.

## Sikerei, díjai
Jupiler League
- Bajnok (6): 1896–97, 1899–1900, 1900–01, 1901–02, 1902–03, 1907–08

Challenge League
- Győztes (2): 1925–26, 1941–42

Belga Kupa
- Győztes (1): 1911–12

## Fordítás
Ez a szócikk részben vagy egészben  a   K.F.C. Rhodienne-De Hoek című angol Wikipédia-szócikk fordításán alapul.  Az eredeti cikk szerkesztőit annak laptörténete sorolja fel. Ez a jelzés csupán a megfogalmazás eredetét és a szerzői jogokat jelzi, nem szolgál a cikkben szereplő információk forrásmegjelöléseként.